# Ve jménu krve
Ve jménu krve (v originále Blood Father) je francouzský akční kriminální thriller v angličtině z roku 2016, který režíroval Jean-François Richet, napsal Peter Craig podle svého stejnojmenného románu a v hlavních rolích se představili Mel Gibson, Erin Moriarty, Diego Luna, Michael Parks a William H. Macy. Film měl světovou premiéru na filmovém festivalu v Cannes 21. května 2016 a do kin byl uveden 12. srpna 2016 společností Lionsgate Premiere.

## Děj
Mladá žena jménem Lydia koupí v obchodě munici pro svého přítele Jonaha Pincernu a jeho gang. Gang se následně vydá zabít nájemníky, kteří podle nich ukradli jejich peníze schované ve zdech domu. Jonah sváže jednu z obětí a donutí Lydii, aby ji zastřelila. Lydia však omylem postřelí Jonaha do krku a uteče. Kontaktuje svého otce Johna Linka, bývalého trestance a alkoholika na podmínce. John ji odveze do svého přívěsu a zjistí, že Lydia je závislá na drogách i alkoholu. Lydia dostává výhrůžné zprávy od členů gangu.
Jedné noci gang napadne Johnův dům. Po střelbě a srážce s autem se soused Kirby a další obyvatelé přidají k obraně a gang ustoupí. John s dcerou prchne, protože věří, že policie by ji nedokázala ochránit. Lydia mu vypráví o Jonahovi, který je napojený na mexický drogový kartel. V motelu se dozvědí, že Lydia je hledaná kvůli vraždám nájemníků. Uprchnou před policií i nájemným vrahem kartelu.
John požádá o pomoc starého přítele Preachera, který sbírá válečné suvenýry. Preacher se ale rozhodne Lydii zradit kvůli odměně. John ho přemůže a s Lydií uprchne na motorce. Dva Preacherovi muži je pronásledují, ale John je zabije.
John navštíví bývalého spoluvězně Artura a dozví se, že Jonah ukradl peníze kartelu, z vražd obvinil nájemníky a pak je zabil. Mezitím Lydia v motelu obdrží volání od Kirbyho, který ji varuje, aby se ukryla na veřejném místě. V kině ji však unese Jonah, který přežil zranění.
John znovu volá Kirbyho, ale odpoví mu Jonah, který Kirbyho zabil. John mu nabídne svůj život výměnou za Lydiin. Jonah souhlasí a domluví si schůzku v poušti. John si vyzvedne výbušniny a připraví past. Gang ho sváže a naloží do auta, které po odpálení miny zabije dva členy gangu. John zabije řidiče, ale Jonah unikne. Nájemný vrah Johna postřelí, ale John ho přiláká blíž a zastřelí .
John umírá v náručí své dcery a ujistí ji, že je dobrá. Jonah je zatčen. Ve vězení ho přivítá Arturo se svou skupinou, čímž naznačí, že Jonaha čeká odplata. O rok později Lydia v podpůrné skupině přiznává, že je rok střízlivá a je vděčná svému otci.

## Obsazení
- Mel Gibson jako John Link, Lydiin otec, válečný veterán, který se stal členem motorkářského klubu, čerstvě propuštěný z vězení.
- Erin Moriarty jako Lydia Carson-Link, Johnova dcera a Jonahova přítelkyně
- William H. Macy jako Kirby, Linkův přítel a podporovatel jeho účasti v anonymních alkoholicích
- Diego Luna jako Jonah Pincerna, gangster s vazbami na mexický drogový kartel
- Thomas Mann jako Jason, motelový recepční, který pomáhá Linkově rodině
- Dale Dickey jako Cherise Harrisová, manželka Toma „Kazatele“ Harrise
- Michael Parks jako Tom „Preacher“ Harris, prezident motorkářského klubu, jehož členem byl John Link
- Daniel Moncada jako „Choop“, člen gangu Serranos a pravá ruka Jonaha Pincerny
- Raoul Trujillo jako „The Cleaner“, jeden z mužů strýce Jonaha Pincerny, kterého si Jonah Pincerna vypůjčil, aby mu pomohl s rodinou Linkových
- Richard Cabral jako „Joker“, člen gangu Serranos pracující pro Jonaha Pincernu
- Miguel Sandoval jako Arturo Rios, vysoce postavený představitel mexické mafie, který byl kdysi spoluvězněm Johna Linka
- Ryan Dorsey jako „Shamrock“, člen gangu známého jako PENI a spolupracovník Jonaha